# Dolni Romanți, Pernik
Dolni Romanți (în bulgară Долни Романци) este un sat în comuna Breznik, regiunea Pernik,  Bulgaria. 

## Demografie
Componența etnică a satului Dolni Romanți
     Bulgari (81,81%)
     Nicio identificare (18,18%)
     Altele (0%)
La recensământul din 2011, populația satului Dolni Romanți era de 11 locuitori. Din punct de vedere etnic, majoritatea locuitorilor (81,81%) erau bulgari. Pentru 18,18% din locuitori nu este cunoscută apartenența etnică.